# Sierra Sur de Sevilla

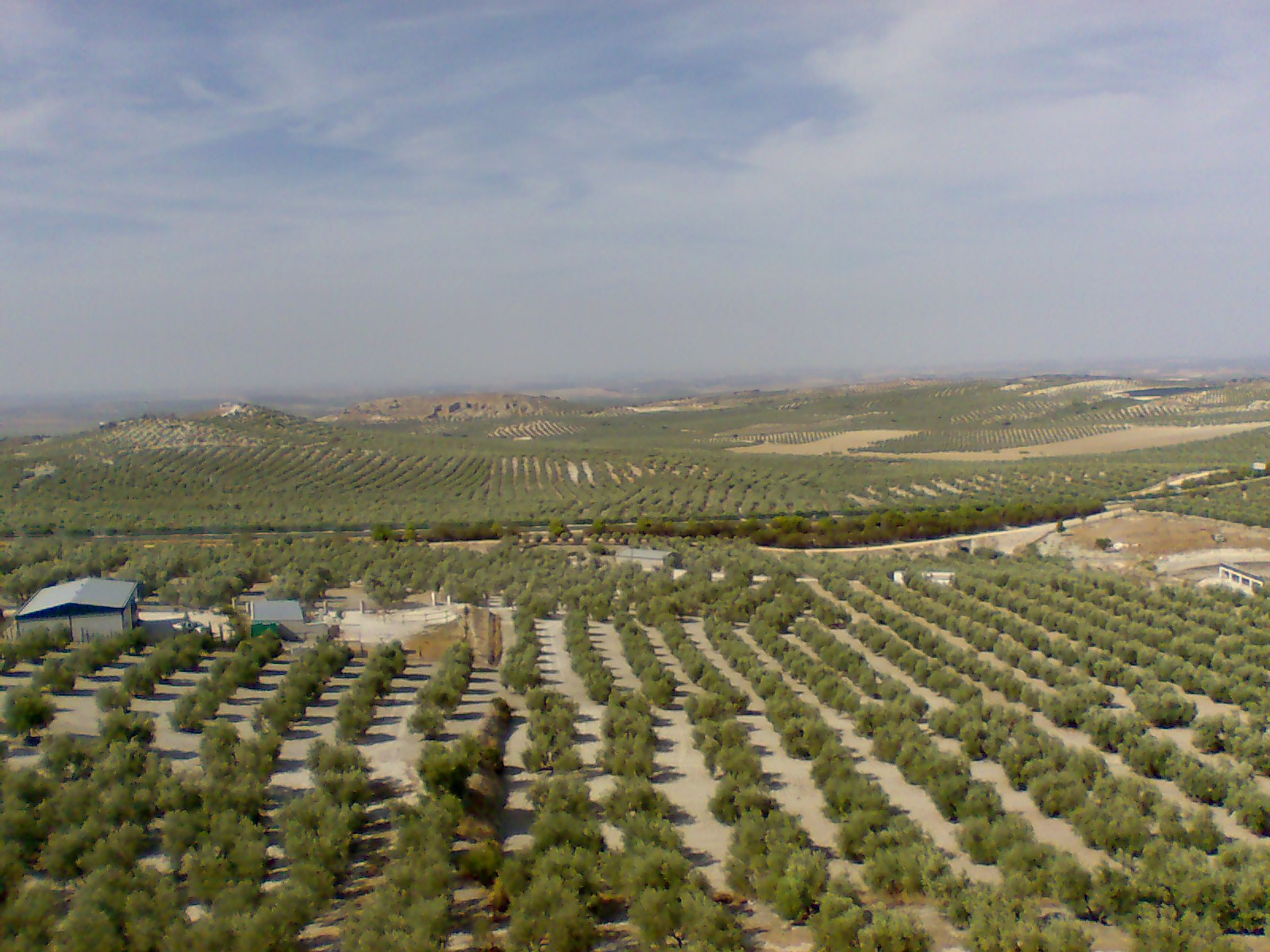
Vista de los olivares desde Estepa.

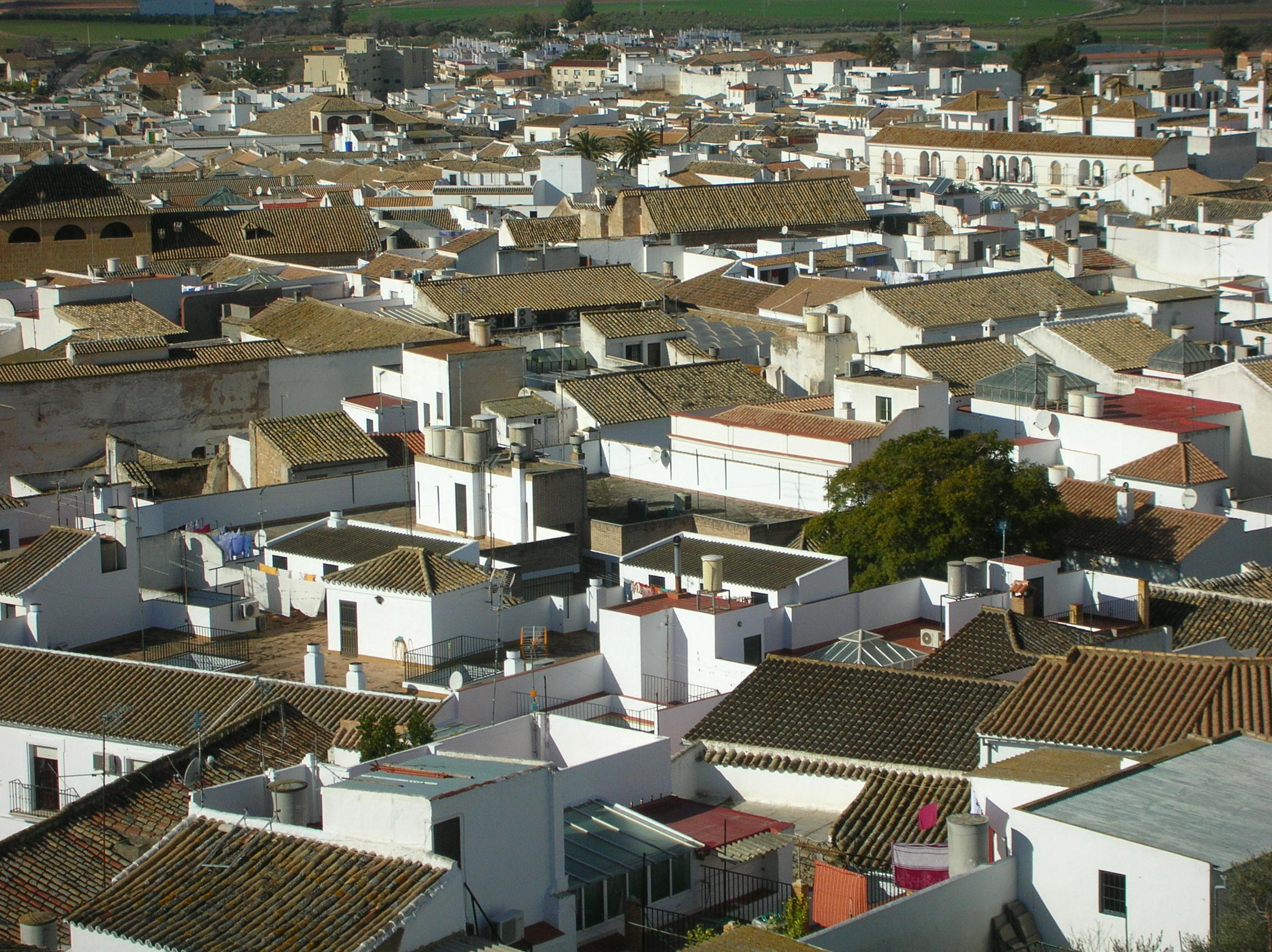
Tejados de Osuna.

La Sierra Sur de Sevilla es una comarca española situada al sureste de la provincia de Sevilla, en la comunidad autónoma de Andalucía, que incluye los municipios de Aguadulce, Algámitas, Badolatosa, Casariche, El Rubio, El Saucejo, Estepa, Gilena, Herrera, La Roda de Andalucía, Lantejuela, Lora de Estepa, Los Corrales, Marinaleda, Martín de la Jara, Osuna, Pedrera, Pruna y Villanueva de San Juan.
La comarca se conforma al sur en torno a la franja sevillana de las Sierras Subbéticas, en parte de la Serranía de Ronda septentrional, lindando con las provincias de Cádiz, Córdoba y Málaga, y más al norte en la transición hacia el valle del Guadalquivir en la línea que va de Morón de la Frontera a Estepa, lindando ya con la comarca de La Campiña. Así, mientras que la primera es más agreste, menos poblada y contiene las mayores alturas de la provincia (el Terril con 1.132 msm y el Peñón de Algámitas con 1.128 msm), la segunda es más alomada, poblada y explotada agrícolamente.
En una superficie 1.585 km², tiene una población total de 88.113 personas, lo que representa un 4.7% de la población de la provincia de Sevilla. Su localidad con mayor extensión es Osuna.

## Historia
Hay restos prehistóricos en toda la comarca, desde el Calcolítico, pero las poblaciones más antiguas corresponden a las épocas íbera y romana, entre las que están Osuna, Herrera, Morón de la Frontera, Pruna, Gilena o Pedrera.
La época Neolítica deja un sello inequívoco en estas tierras como los restos de vasijas de barro decorados con cestería e impresiones gráficas. El Saucejo vivió en la época de los iberos de la metalurgia hasta la época romana (Irni). Una zona de gran importancia histórica es la de Vado del Yeso donde se encontró la Ley Flavia (Lex Irnitana) municipal mejor conservada y más completa, también el Senadoconsulto de Cneo Calpurnio Pisón padre, documentos que sin lugar a dudas han dado a este pueblo el realce histórico que merece. Lex Irnitana es el nombre dado a una serie de piezas de bronce grabadas con ordenanzas romanas. Fueron halladas en 1981 en la zona del Molino Postero (El Saucejo) desenterrándose seis, cinco completas y otra fragmentada, de las diez tablas de bronce que componían la "Lex municipii Flavii Irnitanii" (las III, V, VII, VIII, IX, X). Su texto traducido, fue dado a conocer por Álvaro d'Ors en 1984. Es esta la ley municipal romana más completa de las conocidas hasta ahora, ya que de otras ciudades se dispone de fragmentos o, a lo sumo, de alguna tabla completa. Está datada en la época flavia.
En la localidad de Gilena, podemos encontrar una de las Colecciones Museográficas más importantes del país.
Fue una importante y estable zona fronteriza entre cristianos y musulmanes durante la reconquista, prueba de lo cual existen algunos castillos o el mismo nombre de Morón de la Frontera, que fue capital de un reino de Taifa en el siglo XI.
La combinación de sierras agrestes y poco pobladas favoreció que en la zona se guarecieran los bandoleros de los siglos XVIII y XIX, la resistencia a la ocupación francesa de principios del siglo XIX o los maquis que resistieron durante la guerra civil española y algún tiempo después. Incluso existe una ruta turística por la comarca denominada Ruta del Tempranillo en recuerdo de las andanzas del bandolero José María el Tempranillo.
El 9 de octubre de 1931, en la localidad de Gilena se producirán uno de los primeros hechos violentos en el campo andaluz durante la II República, los conocidos como Sucesos de Gilena

## Municipios
| Escudo | Municipio              | Superficie (km2) | Población (2024) | Densidad (hab./km2) |
| ------ | ---------------------- | ---------------- | ---------------- | ------------------- |
|        | Aguadulce              | 13,69            | 2 042            | 149,16              |
|        | Algámitas              | 20,42            | 1 241            | 60,77               |
|        | Badolatosa             | 47,79            | 3 078            | 64,41               |
|        | Casariche              | 52,90            | 5 307            | 100,32              |
|        | El Rubio               | 20,80            | 3 290            | 158,17              |
|        | El Saucejo             | 92,20            | 4 213            | 45,69               |
|        | Estepa                 | 189,97           | 12 394           | 65,24               |
|        | Gilena                 | 50,97            | 3 658            | 71,77               |
|        | Herrera                | 53,48            | 6 566            | 122,77              |
|        | La Roda de Andalucía   | 76,68            | 4 180            | 54,51               |
|        | Lantejuela             | 17,76            | 3 861            | 217,40              |
|        | Lora de Estepa         | 18,09            | 888              | 49,09               |
|        | Los Corrales           | 67,06            | 3 970            | 59,20               |
|        | Marinaleda             | 24,82            | 2 555            | 102,94              |
|        | Martín de la Jara      | 49,80            | 2 643            | 53,07               |
|        | Osuna                  | 592,49           | 17 374           | 29,32               |
|        | Pedrera                | 60,64            | 5 085            | 83,86               |
|        | Pruna                  | 100,64           | 2 509            | 24,93               |
|        | Villanueva de San Juan | 34,0             | 1 002            | 29,47               |
|        | Total                  | 1 584,2          | 85 856           | 54,20               |

## Espacios naturales
Aunque toda la comarca tiene valor naturístico y paisajístico, hay que destacar:
- La Reserva Natural del Peñón de Zaframagón (Coripe) con una importante colonia de buitre leonado y otras rapaces.
- La Vía Verde de la Sierra (Coripe), una antigua vía de ferrocarril de 32 km, nunca usada y reconvertida para uso turístico.
- Los embalses de Cordobilla y Malpasillo en Badolatosa.
- El Chaparro de la Vega, una encina de más de 700 años, con una copa de 23 m de diámetro y declarada monumento natural.
- La reserva natural de la Laguna del Gosque en Martín de la Jara.
- La Cueva de Castellar
- La Sierra de la Cruz y el Arroyo del Búho en Pedrera.
- La Sierra del Tablón, con el Pico del Terril (1129 metros sobre el nivel del mar, la mayor altitud de la provincia de Sevilla) y el Peñón de Algámitas (1121 metros sobre el nivel del mar).